# Tottenham (quartier)
Pour les articles homonymes, voir Tottenham.
Tottenham est un district situé dans le borough de Haringey (Grand Londres) en Angleterre. Il fait partie du comté cérémoniel du Grand Londres. Il s'agit d'un quartier multi-ethnique plutôt pauvre où se côtoient 113 ethnies parlant 190 langues ,.
Il est notamment connu pour son club de football, le Tottenham Hotspur Football Club.
En août 2011, une des émeutes qui secouèrent l'Angleterre commença dans ce quartier.

## Personnalités liées
- Martha Osamor, femme politique, faite baronne du district en 2018[5], née à Tottenham en 1940.
- Adele, chanteuse née à Tottenham en 1988.
- Mark Hollis (1955-2019), chanteur de pop music, membre du groupe Talk Talk, né à Tottenham.
- Skepta, rappeur né à Tottenham en 1982